# Puchar Włoch w piłce nożnej (1996/1997)
Puchar Włoch 1996/97 – 50 edycja rozgrywek piłkarskiego Pucharu Włoch.

## Półfinały
- Inter Mediolan - SSC Napoli 1:1 i 1:1, karne 3-5
- Vicenza Calcio - Bologna FC 1:0 i 1:1

## Finał
- 8 maja 1997, Neapol: SSC Napoli - Vicenza Calcio 1:0
- 29 maja 1997, Vicenza: Vicenza Calcio - SSC Napoli 3:0 (dogr.)